# Кемпендяй (река)
Кемпендяй (якут. Кэмпэндээйи) — река в Якутии, правый приток Вилюя. Длина реки — 266 км, площадь водосборного бассейна — 3100 км². Течёт по Приленскому плато. Питание главным образом снеговое и дождевое. Средний годовой расход воды у посёлка Кемпендяй (125 км от устья) 2,5 м³/с. Замерзает во 2-й половине октября, вскрывается во 2-й половине мая. В бассейне Кемпендяя — месторождение каменной соли и связанные с ним выходы соляных источников.